# 川島俊通
川島俊通（かわしま としみち）は日本の財務官僚。

## 来歴
茨城県出身。高崎経済大学経済学部卒業。1982年 大蔵省入省。主計局調査課長補佐などを務める。2002年7月 関東財務局東京財務事務所次長。2004年7月1日 独立行政法人国立印刷局情報製品事業部参事。2006年7月1日 東北財務局管財部長。2008年7月1日 内閣府沖縄振興局参事官。2010年7月1日 福岡財務支局財務主幹。2011年7月1日 中国財務局総務部長。2012年7月2日 北海道財務局理財部長。2013年7月1日 関東財務局東京財務事務所長。2014年7月4日 近畿財務局金融安定監理官。2015年7月1日 （株）商工組合中央金庫執行役員。2017年7月1日 関東財務局総務部長。2018年7月1日 近畿財務局金融安定監理官。2019年10月15日 関東財務局金融安定監理官兼近畿財務局金融安定監理官。2020年6月30日 退官。